# Kies (boek)
Kies is een novelle van de Vlaamse cabaretier Wouter Deprez uit 2013, geschreven in opdracht van De Maand van de Spiritualiteit. Het boek werd geïllustreerd door Randall Casaer.

## Verhaal
Wouter wil een smartphone kopen. En omdat hij zichzelf kent, kiest hij een winkel waar niet te veel telefoons te koop zijn: ‘slechts’ achttien modellen waaruit hij een keuze moet maken. Toch heeft hij een probleem om er een te kiezen. Wouter beseft het verschil tussen een iphone en een andere smartphone: het is vooral het verschil in imago. Verder heeft het ene apparaatje lekker grote toetsen, maar het andere heeft dan weer zo’n mooie kleur of een groot scherm, nog een ander ligt zo goed in de hand, is onverwoestbaar, of het ziet er gewoon sneller uit. Aan de andere kant hebben alle smartphones ook een nadeel: de ene is zwaarder, de andere heeft te kleine toetsen, is fragiel, enzovoort.
Terwijl hij probeert te kiezen, blokkeert Wouter meer en meer. Dag na dag keert hij terug naar de winkel, hij staat er van ’s morgens tot ’s avonds, zes weken lang. Soms koopt hij ’s avonds een smartphone, maar dan brengt hij die de volgende dag alweer terug en krijgt hij een omruilbon. 
Terwijl hij voor de smartphones in het rek staat, bestudeert Wouter het thema "Kiezen" in al zijn facetten en probeert het te rationaliseren.
Ten slotte besluit hij dat er geen echte oorzaak en niet één schuldige is die kan worden aangewezen voor het feit dat hij niet kan kiezen. De echte schuldigen zijn al degenen die dag na dag meespelen in het systeem van “kopen en groeien, kopen en groeien”. Daaraan deelnemen is toestemmen. Deelnemen is schuldig verzuim. Omdat hij niet aan schuldig verzuim wil doen, pleegt Wouter op het einde dan ook een ludieke daad van verzet.

## Maand van de spiritualiteit
Dit boek is verschenen in het kader van de Maand van de Spiritualiteit in 2013 in Vlaanderen. Een maandlang hebben de initiatiefnemers activiteiten rond het thema "Kiezen" georganiseerd.  
De initiatiefnemers lieten aan de deelnemers of organisatoren van activiteiten over hoe ze met het thema spiritualiteit omgingen. Voor de initiatiefnemers was het vooral belangrijk om zichtbaar te maken hoe mensen vandaag in Vlaanderen op zeer diverse en creatieve wijze zingeving, religie  en levenskunst vormgeven. Studie van Bijbel of Koran, mindfulness, vredeswandelingen of het rationaliseren van Wouter Deprez pasten daar allemaal in.
Wouter Deprez viel niet terug op een god of geloof om dit boek te schrijven. In de tv-uitzending Reyers Laat van 30 september 2013 gaf hij een toelichting, en legde hij uit dat hij geprobeerd heeft om het probleem van overaanbod, en de moeilijkheden die we ondervinden om nog te kiezen uit zo’n groot aanbod, te rationaliseren. Op de website van de Maand van de Spiritualiteit is een video te bekijken waar Wouter Deprez het hierover heeft.